# Ammersee-Kilch
Der Ammersee-Kilch (Coregonus bavaricus) ist eine seltene Fischart aus der Gattung Coregonus, die erstmals von Bruno Hofer wissenschaftlich beschrieben wurde. Er ist im bayerischen Ammersee entlang der Ortschaften Dießen, Utting und Schondorf endemisch.

## Merkmale
Der Ammersee-Kilch erreicht eine Standardlänge von 241 bis 245 mm. Die Anzahl der Kiemenreusen beträgt 18 bis 30. Die kurze Brustflosse erreicht den Rand des Mauls, wenn sie vorwärts gefaltet wird. Der Kopf und die Flossen sind kurz. Das Maul ist fast endständig und der Oberkiefer erreicht den vorderen Augenrand. Die Schnauze ist stumpf. Die Körper- und Flossenfärbung von in Ethanol konservierten Exemplaren ist silbrig-gelb. Bei einem im Jahre 2003 gefangenen Individuum hat die Brustflosse einen hellgrauen Anflug.

## Lebensraum und Lebensweise

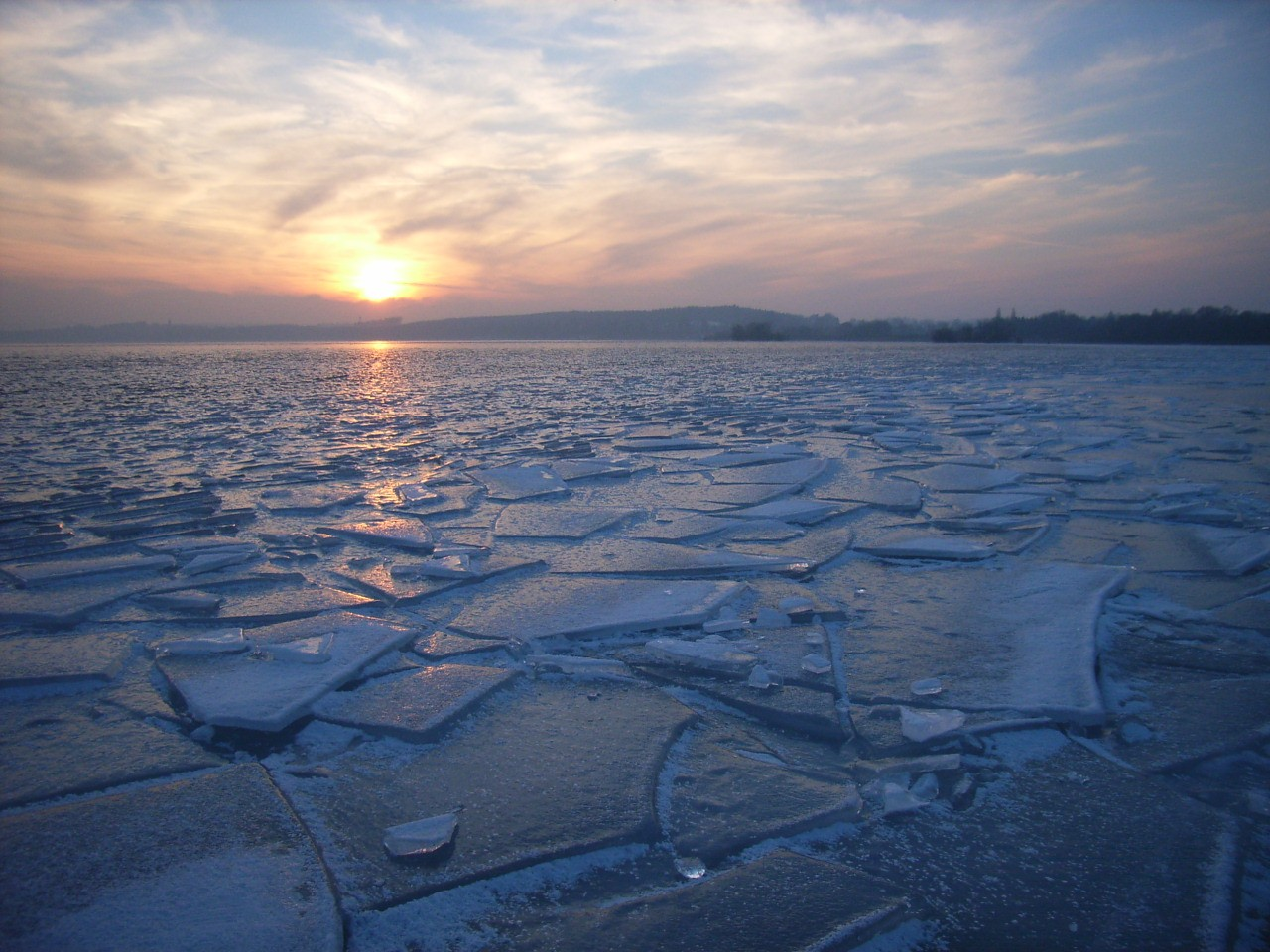
Die Tiefengewässer des Ammersees sind der weltweit einzige Lebensraum des Ammersee-Kilchs

Der Ammersee-Kilch bewohnt die tieferen Gewässer des Ammersees bis in Tiefen zwischen 60 und 85 Meter. Im Sommer verbleiben sie in Tiefen von 60 Metern. Die Laichzeit ist gewöhnlich zwischen dem 15. Juni und dem 15. Juli. Der Laich wird in Tiefen zwischen 40 und 50 Meter auf dem Grund abgelegt.

## Gefährdung
1909 wurde der Ammersee-Kilch noch als wirtschaftlich bedeutender Speisefisch beschrieben. 1933 fand der deutsche Ichthyologe Erich Wagler bei Studien am Ammersee heraus, dass der Bestand dieser Art stark eingebrochen sei, was vor allem auf die Überfischung der kleineren Individuen zurückzuführen war. Wagler bemerkte außerdem, dass sich die Begradigung des Zuflusses Ammer negativ auf die Lebensbedingungen des Ammersee-Kilchs ausgewirkt hätte. Zu Beginn der 1950er-Jahre wurde der Ammersee stark eutrophiert. Durch den Bau eines Ringkanals im Jahre 1971, der die Abwässer aus dem Ammersee fernhält, konnte die Wasserqualität wieder verbessert werden. Heute hat sich die Population vermutlich auf einem sehr geringen Niveau stabilisiert. Zwischen 1951 und 2003 wurden nur drei Exemplare gefangen. Die IUCN stuft den Ammersee-Kilch in die Kategorie „vom Aussterben bedroht“ (critically endangered) ein.